# Marcos Ovejero
Marcos Emanuel Ovejero (Aguilares, Tucumán; 23 de noviembre de 1986) es un futbolista argentino nacionalizado boliviano. Juega como delantero.

## Clubes
| Club                    | País      | Año         |
| ----------------------- | --------- | ----------- |
| Independiente Rivadavia | Argentina | 2008        |
| Defensores de Belgrano  | Argentina | 2009        |
| Jorge Newbery           | Argentina | 2010        |
| CSD Flandria            | Argentina | 2010        |
| Guabirá                 | Bolivia   | 2011        |
| Universitario de Sucre  | Bolivia   | 2011        |
| La Paz F. C.            | Bolivia   | 2012        |
| Sport Boys Warnes       | Bolivia   | 2013 - 2017 |
| Always Ready            | Bolivia   | 2017 - 2021 |
| Real Santa Cruz         | Bolivia   | 2022        |
| Universitario de Sucre  | Bolivia   | 2022 - 2023 |

## Palmarés

### Torneos nacionales
| Título             | Club              | País    | Año  |
| ------------------ | ----------------- | ------- | ---- |
| Torneo Apertura    | Sport Boys Warnes | Bolivia | 2015 |
| Copa Simón Bolívar | Club Always Ready | Bolivia | 2018 |
| Torneo Apertura    | Always Ready      | Bolivia | 2020 |